# عملية كوتوزوف
قالب:Campaignbox Axis-Soviet War
قالب:Campaignbox Kursk
عملية كوتوزوف أول هجومين مضادين شنهما الجيش الأحمر كجزء من عملية الهجوم الاستراتيجي كورسك. بدأ في 12 يوليو 1943، في المرتفعات الروسية الوسطى، ضد مجموعة الجيوش الوسطى الألماني الفيرماخت. سميت العملية باسم الجنرال ميخائيل كوتوزوف، الجنرال الروسي الذي ينسب إليه الفضل في إنقاذ روسيا من نابليون خلال الغزو الفرنسي لروسيا عام 1812. كانت عملية كوتوزوف واحدة من عمليتين سوفيتيتين واسعتي النطاق تم إطلاقهما كهجوم مضاد ضد عملية سيتاديل. بدأت العملية في 12 يوليو وانتهت في 18 أغسطس 1943 مع القبض السيطرة عى أوريل. 

## خلفية
مع اقتراب نهاية راسبوتيتسا أو موسم الأمطار، نظرت القيادة السوفيتية في خطواتها التالية. رغب ستالين بشدة فيأخذ زمام المبادرة ومهاجمة القوات الألمانية لكن أقنعه كبار قادته باتخاذ موقف دفاعي أولي والسماح للألمان بإضعاف أنفسهم في مهاجمة المواقع المعدة. بعد ذلك ستنفذ القوات السوفيتية الهجوم.  

## الهجوم
في 12 يوليو، شمت المدفعية الثقيلة وابل من القذائف بادئتا الهجوم. هاجمت جيوش جبهة بريانسك والجبهة الغربية على طول الجناحين الشمالي والشمالي الشرقي لجيش بانزر الثاني. قاد هجوم الجبهة الغربية جيش الحرس الحادي عشر بقيادة الفريق هوفانيس باغراميان، بدعم من فيلق الدبابات الأول والخامس. هاجم الروس بأعداد ساحقة. 16 كيلومتر (9.9 ميل)   قطاع الهجوم بالقرب من Ulianovo، هاجمت ستة فرق بنادق سوفيتية فوجي مشاة ألماني. 